# Àrea de Broca
|  | Per a altres significats, vegeu «Broca». |

L'àrea de Broca és la secció del cervell humà involucrada en la producció de la parla, el processament del llenguatge i la comprensió. Encara que, tradicionalment, se l'ha associada amb la producció de la parla, avui sembla que no és aquesta la seva funció concreta. Cal no oblidar que, malgrat la importància d'aquesta àrea en la parla, no se'n pot parlar en termes absoluts.
Està ubicada a la tercera circumvolució frontal (circumvolució frontal inferior), en les seccions opercular i triangular de l'hemisferi dominant per al llenguatge (per a un ésser humà, dretà o esquerrà, en la gran majoria és l'hemisferi esquerre).
Aquesta regió correspon a les àrees de Brodmann 44 i 45, i es connecta amb l'àrea de Wernicke (l'altra regió important per al llenguatge en els humans) mitjançant un feix de fibres nervioses anomenat fascicle arquejat.
Es diu així en honor del metge francès Paul Pierre Broca, que la va descriure el 1864, després de diversos estudis post mortem de pacients afàsics que presentaven un greu dany en aquesta regió.
L'àrea de Broca es divideix en dues subàrees fonamentals: la triangular (anterior), que probablement s'encarrega de la interpretació de diverses maneres dels estímuls (associació plurimodal) i de la programació de les conductes verbals, i l'opercular (posterior), que s'ocupa de només un tipus d'estímul (associació unimodal) i de coordinar els òrgans de l'aparell fonatori per a la producció de la parla, per la seva posició adjacent a l'escorça motora.
Les lesions d'aquesta regió poden conduir a l'agramatisme i a l'afàsia de Broca (també coneguda com a afàsia expressiva, motora o no fluida), que impedeixen la comprensió o la creació d'oracions complexes des del punt de vista gramatical. La parla no és productiva, i generalment conté molt poques paraules i moltes repeticions i falques.

## Nota
1. ↑  George Yule; Antonio Benítez Burraco & Nuria Bel Rafecas. El lenguaje.  Ediciones AKAL, març 2007, p. 163–. ISBN 9788446025214 [Consulta: 2 maig 2011].